# Williamson Head
Das Williamson Head ist eine markante Landspitze an der Oates-Küste im Norden des ostantarktischen Viktorialands. Sie ragt dort 10 km westnordwestlich des Drake Head in die Somow-See hinein.
Das Kap wurde im Februar 1911 von der Besatzung der Terra Nova während der gleichnamigen Antarktisexpedition (1910–1913) unter der Leitung des britischen Polarforschers Robert Falcon Scott entdeckt und benannt. Namensgeber ist Thomas Soulsby Williamson (1877–1940), ein Teilnehmer dieser Forschungsreise.